# Spiritual Beggars
Spiritual Beggars är ett svenskt metalband, bildat 1994 i Halmstad. Bandet bildades av gitarristen Michael Amott efter att han lämnat det brittiska bandet Carcass året före. Med det nya bandet bytte han också stil, från death metal till mer klassisk hårdrock och stonerrock. Övriga originalmedlemmar var basisten och sångaren Christian "Spice" Sjöstrand och trummisen Ludwig Witt.

## Medlemmar
Nuvarande medlemmar
- Michael Amott – gitarr (1992– )
- Ludwig Witt – trummor (1992– )
- Per Wiberg – keyboard (1998– )
- Sharlee D'Angelo (Charles Petter Andreason) – basgitarr (2005– )
- Apollo Papathanasio (Aπόστολος Παπαθανασίου) – sång (2012– )

Tidigare medlemmar
- Christian "Spice" Sjöstrand – sång, basgitarr (1992–2001)
- Janne "JB" Christoffersson – sång (2002–2010)
- Roger Nilsson – basgitarr (2002–2004)

Livemedlemmar
- Johnny Dordevic (Johnny Đorđević-Lind) – basgitarr
- Stefan Isebring – trummor (1998)

## Diskografi
Studioalbum
- 1994 – Spiritual Beggars
- 1996 – Another Way to Shine
- 1998 – Mantra III
- 2000 – Ad Astra
- 2002 – On Fire
- 2005 – Demons
- 2010 – Return to Zero
- 2013 – Earth Blues
- 2016 – Sunrise to Sundown

Livealbum
- 2011 – Return to Live: Loud Park 2010

Singlar
- 1998 – "Violet Karma"
- 2016 – "Diamond Under Pressure"
- 2016 – "Thumbsucker" / "Stoned Woman"

Video
- 2005 – Live Fire! (DVD)

Annat
- 2001 – "It's Over" / "Twilight Train" (delad 7" vinyl: Spiritual Beggars / Grand Magus)